# Candelabrum verrucosum
Candelabrum verrucosum is een hydroïdpoliep uit de familie Candelabridae. De poliep komt uit het geslacht Candelabrum. Candelabrum verrucosum werd in 1898 voor het eerst wetenschappelijk beschreven door Bonnevie. 